# Vodeni žig
Vodeni žig, utisnuta oznaka na papiru, kojom se štiti tiskovina, zapis ili isprava od mogućeg krivotvorenja. Koristi se u tiskanju novčanica i poštanskih marki, a utiskuje se i na putovnice i ostale službene isprave.
U filatelističkoj literaturi vodeni se žig promatra s više gledaišta. Razlikuje se vrsta, izgled i položaj. Na osnovi vodenog žiga može se odrediti iz koje je serije marka tiskana i samim tim točno odrediti i nadnevak izdavanja poštanske marke. Većina podataka se nalazi u katalogu poštanskih maraka, prema kojem se najčešće procjenjuje vrijednost.
Prvi vodeni žigovi utisnuti su u ispravama talijanskog grada Fabriana iz 1282. godine.